# Étienne Bettens
Pour les articles homonymes, voir Bettens.
 (juin 2020).
Si vous disposez d'ouvrages ou d'articles de référence ou si vous connaissez des sites web de qualité traitant du thème abordé ici, merci de compléter l'article en donnant les références utiles à sa vérifiabilité et en les liant à la section « Notes et références ».
Étienne Bettens, né à Lausanne (Suisse) le 8 juillet 1931 et mort au Mont-sur-Lausanne le 30 août 2016, est un musicien, chef de chœur, chanteur et enseignant vaudois.

## Biographie

### Jeunesse et formation
À Ballaigues, où il passe son enfance, Étienne Bettens découvre la musique par l'intermédiaire du chœur d'hommes, que dirige son père, alors instituteur du village. L'attachement à ses racines vaudoises, lui, résulte plutôt de ses vacances d'écolier, à Chavannes-le-Veyron, Lieu d'origine (Suisse) de sa famille.
C'est ensuite dans le quartier lausannois de Chailly et au gré de rencontres que ses dons, musicaux et vocaux, prennent leur envol. Les amitiés s'y déclinent par exemple dans l'activité d'un orchestre, où Éric Tappy et Étienne Bettens jouent du violon. Par ailleurs, les deux amis déploieront leurs talents respectifs au sein du Quatuor Richal, de 1946 à 1951, en chantant en compagnie de Pierre A. Bettens et de Marcel B. Jeanrichard (dit « Poussin »). À titre tout à fait exceptionnel, ledit quatuor se reconstituera pour un unique concert le 29 juin 1966. 
Étienne Bettens se forme entre 1947 et 1951 à l'École Normale de Lausanne, notamment avec Hermann Lang et Robert Piguet. En plus de chanter, le jeune normalien dirige des chœurs. Il n'a que dix-sept ans lorsqu'il dirige la chorale de l’école d’aspirants de la caserne de Lausanne. À la suite de cette expérience, il est amené à diriger le chœur formé des sous-officiers et des recrues. Jamais ces futurs officiers et soldats n’ont su son âge. À la même époque, il se voit également confier la tâche de faire chanter la classe parallèle des futures institutrices, dont l'une deviendra son épouse. Ces expériences lui apportent beaucoup et lui donnent le goût de la direction de chœur, ainsi que du partage des valeurs véhiculées par la musique.
Dès 1949, choriste au Chœur des Jeunes, il se fait remarquer par un timbre de baryton-basse hors du commun. Cela l'incite à entreprendre des études de chant au conservatoire de musique de Genève, dans la classe de Pierre Mollet. En 1960, il s'y voit décerner le Prix Galland de lecture à vue. En 1962, il y obtient son Prix de Virtuosité, d'une part, et devient lauréat du concours Sandoz organisés par les Jeunesses musicales suisses, d'autre part. Étienne Bettens choisit alors de se perfectionner auprès de Sylvia Gähwiller (de) à Zurich et Eva Liebenberg (de) aux Pays-Bas, puis de se présenter au Concours musical international Reine Élisabeth de Belgique (CMIREB). Le 11 septembre 1964, il est finaliste du 11e Concours International de Vocalistes (IVC - International Vocal Competition 's-Hertogenbosch (en)) de Bois-le-Duc.
À l'occasion d'une opérette intitulée les Baromètres du Père Hyacinthe, en juin 1950, Étienne Bettens fait pour la première fois l'expérience de la scène. Il y fait aussi la connaissance de Robert Mermoud, qui dirige le spectacle.

### Art choral
En 1951, Étienne Bettens est nommé instituteur dans le village de Rossinière. Tout en préparant son Brevet d'enseignement de la musique avec Aloÿs Fornerod au conservatoire de Fribourg, Brevet qu'il obtiendra en 1956, le « régent » qu'il est fait souvent chanter ses élèves à plusieurs voix. À Rossinière même, il fait également chanter le chœur d’hommes L’Espérance.  Hors du Pays d'Enhaut et durant 5 ans, il dirige le chœur d’hommes L’Harmonie des Alpes de Bex en adhérant ainsi à la Société Cantonale des Chanteurs Vaudois (SCCV) ainsi que l' Association Vaudoise des Directeurs de Chœurs (AVDC). Avec cette dernière, de 1972 à l'an 2000, il organise et anime régulièrement des séminaires pour chefs de chœurs. Au programme, culture vocale, responsabilité d'un directeur musical, mais aussi échange d'expériences et exercices pratiques.
Ceci étant, la principale contribution d'Étienne Bettens à l'art choral s'est sans doute réalisée avec Le Picosi de Château-d'Œx. Ce chœur mixte vient le chercher en 1952... et le gardera comme directeur durant cinquante ans !
Au cours de ce demi-siècle, la société fête :
- ses 25 ans, en 1963, avec Images de mon pays - La Pastorale gruérienne de Carlo Boller et Fernand Ruffieux,
- ses 50 ans, en 1988, avec Les Rives bleues de Carlo Hemmerling et Géo H. Blanc,
- ses 60 ans, en 1998, avec la création originale Le Pays d'Enhaut à travers chants et mystères, un jeu scénique sur un livret de Louis Gavillet (dit « Gabouille ») et une musique de Rolf Hausammann.

Au surplus, elle bénéficiera à plusieurs reprises de la collaboration de la fanfare de "La Perce-Oreille", dirigée par Roger Volet . En 1969, cette collaboration fait l'objet d'un enregistrement et d'un disque.
Parallèlement, l'engagement d'Étienne Bettens s'étend à l'échelle cantonale. Cet engagement le conduira à assumer la direction musicale de l'Association Cantonale du Costume Vaudois (ACCV) durant une dizaine d'années. En reconnaissance, il sera nommé « directeur d'honneur » de ladite association.
À l'échelle de la Suisse romande, mais sur des terres et des eaux parfois lointaines, ses allants de chef de chœur s'exerceront à de multiples reprises dans le cadre de Croisières chantantes. L'une d'entre elles l'amènera à chanter au sein du Quatuor Scarabée. 

### Carrière lyrique
Quand bien même il fait chanter les autres, Étienne Bettens reste cependant un artiste lyrique. Cela le conduit à prêter sa voix à plusieurs ensembles, comme l'Ensemble vocal des solistes romands ou l'Ensemble Baroque de Lausanne, aux côtés de Christiane Jaccottet, Hugues Cuénod et Éric Tappy. 
Au sein du Chœur de la Radio suisse romande, non seulement il chante, mais il seconde André Charlet durant de nombreuses années. 
À Lugano, avec le Chœur de la Radio suisse italienne, il apprécie beaucoup la personnalité du maestro Edwin Loehrer (pt).
En marge de l'Exposition Nationale de 1964, Étienne Bettens est dans la distribution de La Cantate de l'Expo, œuvre originale et humoristique de Jack Rollan, sous la direction musicale de Jean-Marie Auberson.
Dans un répertoire plus conventionnel, profane ou religieux, la critique loue les talents vocaux et l'expression d'Étienne Bettens pour :
- Les Cantates et le Magnificat de Bach,
- La 9e Symphonie de Beethoven,
- Les Requiems de Brahms, Dvorak, Mozart ou Verdi,
- Le Messie de Haendel,
- Les Sept Paroles du Christ de Haydn,
- La Missa brevis de Kodaly,
- Les Vêpres de Monteverdi,
- La Messe du Couronnement de Mozart,
- La Messa di Gloria de Puccini,
- L'Oratorio de Noël de Saint-Saëns.

Au surplus et dès 1965, il est engagé sur diverses scènes d'opéra européennes, dont le Grand Théâtre de Genève et le Théâtre de la Monnaie de Bruxelles. Son répertoire y est très large, en comprenant entre autres :  
- Le Dialogue des Carmélites de Francis Poulenc,
- Orphée aux Enfers et La Belle Hélène d'Offenbach,
- Carmen de Bizet,
- Lulu d'Alban Berg,
- Turandot, Manon Lescaut et Tosca de Puccini,
- Le Barbier de Séville de Paisiello,
- Macbeth de Ernst Bloch,
- Les Troyens de Berlioz,
- Salomé de Richard Strauss,
- Antigone d'Honegger,
- Tannhäuser de Wagner,
- Otello et Don Carlos de Verdi,
- Le Soldat Schweik de Robert Kurka (en),
- Le Diable boiteux[9] de Jean Françaix,
- Werther de Jules Massenet.

On peut y ajouter "L'Arche de Noé", opéra pour enfants de Benjamin Britten, en version française, dans une production donnée en 1984 à la Cathédrale Saint-Pierre de Genève, à Lausanne, à Yverdon-les-Bains, à Annecy puis dans l'Église Saint-Roch de Paris. Si la Bibliothèque nationale de France n'a rien archivé de cette production, son inventaire comporte d'autres contributions musicales d'Étienne Bettens. 
Un peu plus tard, celui-ci succède à René Falquet à la tête du Chœur de l'Opéra de Lausanne (TML), scène alors dirigée par Renée Auphan. Durant huit ans, c'est ainsi et pour lui l'occasion de travailler des œuvres très diverses, notamment :
- La Vie parisienne d'Offenbach,
- L'Élixir d’amour de Donizetti,
- La Traviata de Verdi,
- Le Carnaval de Londres[11]  de Darius Milhaud.

En 1994, ce travail se fait même en russe, pour une production d'Eugène Onéguine de Tchaïkovski.
L'éclectisme musical du répertoire d'Étienne Bettens l'amène également à interpréter des œuvres de compositeurs contemporains, comme celles d'Heinrich Sutermeister et de Bernard Reichel. Dans les partitions contemporaines qu'il chante, celles de Julien-François Zbinden occupent une place particulière. En 1973, il sera ainsi un des solistes lors de la création du "Te Deum" de ce dernier. Dans le cadre des "Dioramas", Étienne Bettens chantera des compositions d'André Zumbach, dont quelques-unes feront l'objet d'enregistrements. À côté de cela, Constantin Regamey lui dédie son œuvre Visions et lui confiera, en 1965, lors de leur rencontre, avoir cherché pendant 20 ans l'artiste pouvant interpréter ses "Chansons persanes". Trois ans plus tard, le compositeur et le chanteur se retrouveront dans le cadre du concours Marzotto à La Fenice de Venise. Autre compositeur, Frank Martin verra Étienne Bettens chanter son Requiem. Le même chanteur, en 1984 interprète son "Golgotha" avec la Société de chant sacré de Genève . Plus généralement, la Société de Musique Contemporaine  fait participer Étienne Bettens à plusieurs de ses productions.
Le Lausannois qu'il est redevenu en 1957 manifeste un attachement à sa ville en y chantant comme soliste à la Cathédrale, lors des services de la nuit de Noël, durant une quarantaine d'années. Ces services traditionnels, comme bien d'autres concerts, étaient pour lui l'occasion de collaborer avec André Luy à l'orgue.

### Enseignant vaudois
En plus de sa carrière de chanteur et de chef de chœur, Étienne Bettens a toujours poursuivi son parcours d'enseignant. Il transmet en particulier son enthousiasme communicatif pour la musique aux élèves (et de temps à autre à ses collègues) du Collège Secondaire de Béthusy. Dans ce contexte, il est plusieurs fois soliste dans des concerts donnés par l’Orchestre du collège (qui deviendra l’Orchestre des collèges) et le chœur du Collège de Béthusy, sous la direction de Jacques Pache.
Viendra par la suite et durant 18 ans sa charge de doyen pour la formation des maîtres de musique du canton de Vaud, son travail consistant d'abord à mettre au point, puis faire accepter, le programme et le règlement du cours . La formation en question était placée sous la houlette du Conservatoire de Lausanne (maintenant Haute École de musique de Lausanne), dont le directeur était alors Jean-Jacques Rapin. Ainsi, il collabore de nouveau avec cet ami de longue date, qui, auparavant, l'avait sollicité pour la mise au point de son livre de musique (À la découverte de la musique, 7e édition, Lausanne, Payot, 2001). À l'attention des étudiants musiciens, Étienne Bettens fera alors distribuer, puis éditer, sa  Théorie musicale . Au sein du corps enseignant, il retrouve en particulier Juliette Bise.
Parallèlement et jusqu'en 1996, l'investissement d'Étienne Bettens au sein de l'institution, le conduit à assumer la responsabilité de l'enseignement des branches théoriques. En 2010, il lui lègue sa bibliothèque musicale, lors d'une manifestation officielle, marquée par un récital du baryton-basse Benoît Capt. À cette occasion, Hervé Klopfenstein, directeur général, soulignera le caractère exceptionnel d'une pareille démarche.
À la retraite, Étienne Bettens est resté un acteur du milieu musical en Suisse romande et en France, en siégeant par exemple dans des jurys de concours. Il y retrouve notamment Didier Godel. Fidèle à ses amitiés, Etienne Bettens aide également Robert Gesseney à mettre au net le manuscrit de son essai sur la signification de la musique. En outre, son attachement à Château-d'Œx lui fait intégrer l'Association des Orgues du Temple de Château-d'Oex (AOTC), puis présider à la rénovation complète de l'instrument en question .
Dans un domaine tout à fait différent, les liens d'Etienne Bettens avec le Canton de Vaud se manifestent au travers de deux Abbayes de Vevey. Tout en étant leur Abbé-Président, il rassemble respectivement les 200 et 175 années d'histoire de ces sociétés dans deux brochures ,. Conjointement à la parution de la seconde, la Fédération des Abbayes Vaudoises  lui décerne la médaille du mérite, le 21 juin 2006.
Auparavant, une autre institution cantonale l'avait également distingué : Étienne Bettens fut reçu le 14 novembre 2003 au sein de la Confrérie du Guillon  en tant que Compagnon-d'Honneur.
Fondamentalement, la vie de ce musicien a été marquée par le chant et la direction de chœurs, passions qu'il n'a pas hésité à partager dans ce qu'il a qualifié lui-même d'existence libre et diversifiée. Depuis l'automne 2016, il est de retour dans le coin de Pays où il passait ses vacances d'écolier et où se situent ses racines familiales.